# Awami-Nationalpartei
Die Awami-Nationalpartei (paschtunisch ملي عوامي ګوند, Urdu عوامی نيشنل پارٹی ʿAwāmī nīšonal pārṭī; Akronym ANP) ist eine pakistanische politische Partei, die nach den letzten Wahlen 2013 zwei Sitze in der Nationalversammlung vertritt. Sie wurde 1986 durch Abdul Wali Khan gegründet, und ihr derzeitiger Vorsitzender ist Asfandyar Wali Khan, Enkel des Freiheitskämpfers Bacha Khan.
Als Teil des von der Pakistanischen Volkspartei und Muttahida-Qaumi-Bewegung geführten Regierungskabinetts wird die politische Position der Awami-Nationalpartei als links betrachtet; sie ist gegen den Extremismus und setzt sich für den Säkularismus, den demokratischen Sozialismus, eine Regierung des öffentlichen Sektors sowie wirtschaftliche Gleichheit ein.
Die Awami-Nationalpartei ist die größte paschtunische Partei in Pakistan. Obwohl das Zentrum ihrer Wählerstimmen in den paschtunisch dominierten Gebieten in und um Khyber Pakhtunkhwa liegt, hat sie auch Hochburgen in den Provinzen Belutschistan und Sindh. Die Partei unterstützt freundschaftliche Beziehungen mit den benachbarten Staaten Afghanistan und Indien.